# Vesanto
Vesanto – gmina w Finlandii, położona w centralnej części kraju, należąca do regionu Pohjois-Savo.